# 富蘭克林號航空母艦
富蘭克林號航空母艦（英語：USS Franklin，舷號CV-13），是一艘隸屬於美國海軍的航空母艦，為艾塞克斯級航空母艦的五號艦。她是美軍第五艘以富蘭克林為名的軍艦，但紀念對象卻仍有爭議。其一說法指，雖然前四艘富蘭克林號確實為紀念美國立國元勳本傑明·富蘭克林（Benjamin Franklin），但富蘭克林號航空母艦只不過是繼承前四艦之艦名，並無特殊紀念對象；真正紀念富蘭克林本人的航空母艦應為好人理查號。而另一說法則以艦上銅匾為據，指富蘭克林號航空母艦是紀念美國內戰的富蘭克林戰役。不論如何，艦上水兵仍以本傑明·富蘭克林之名，暱稱富蘭克林號為大班（Big Ben）。
富蘭克林號於1942年開始建造，在1944年初服役，並在菲律賓海海戰後開始參與太平洋戰爭。空襲日本本土期間，富蘭克林號被日軍俯衝轟炸機重創，艦身受損大量進水，但最終仍成功撤出戰場，並以自身動力返國內的紐約港大修。戰後富蘭克林號退役停放，雖先後重編為攻擊航母、反潛航母及飛機運輸艦，但未再出海執勤。1964年富蘭克林號除籍，於1966年出售拆解。

## 建造與早年服役
富蘭克林號在1942年12月7日（偷襲珍珠港一周年）於紐波特紐斯造船廠置放，並在1943年10月14日下水，由米爾翠德·麥菲海軍少校擲瓶。麥菲是美國海軍女兵預備役首任主任。1944年1月31日，富蘭克林號在海軍正式服役，並在3月20日前往千里達海域試航，然後返回諾福克海軍基地。5月5日，富蘭克林號離開美國東海岸，在11日經巴拿馬運河，於19日抵達聖地牙哥，預備前往太平洋參戰。6月1日富蘭克林號啟程前往太平洋戰區，並途經珍珠港，在23日抵達中太平洋的美軍基地埃尼威托克。

## 第二次世界大戰

### 馬里亞納群島戰事
抵達前線後，富蘭克林號被編入第58特遣艦隊的第二分隊（TG 58.2），並在埃尼威托克內待命，等待出征在外的第二分隊返回休整。6月30日，戴維森（Ralph E. Davison）少將從蒙哥馬利（Alfred E. Montgomery）少將接過第二分隊的指揮權，然後與克拉克（Joseph J. Clark）少將指揮的第一分隊一同離港，前往空襲小笠原群島。當時第二分隊除了富蘭克林號之外，還有旗艦胡蜂號、碉堡山號、蒙特利號及卡伯特號四艘航母；至於第一分隊則有旗艦大黃蜂號、約克鎮號及巴丹號三艘航母。
7月4日，富蘭克林號等艦空襲了小笠原群島，再於6日起轟炸關島及羅塔島。隨著塞班島戰役在7月9日結束，富蘭克林號等艦集中火力空襲關島及天寧島，為美軍的登陸作戰先作預備。關島戰役（7月21日）及天寧島戰役（7月24日）不久爆發，富蘭克林號等艦在7月23日起改為空襲雅浦島、烏利西及帛琉，最後於27日撤返休整。美軍分別在8月10日及8月2日佔據關島及天寧島。
7月29日，富蘭克林號與第一分隊的約克鎮號交換位置，然後隨同第一分隊航向塞班島待命。8月2日，富蘭克林號等艦離開塞班島，在海上再與第二分隊會合，並於8月4日再次空襲小笠原群島，然後返回埃尼威托克休整待命。

### 菲律賓

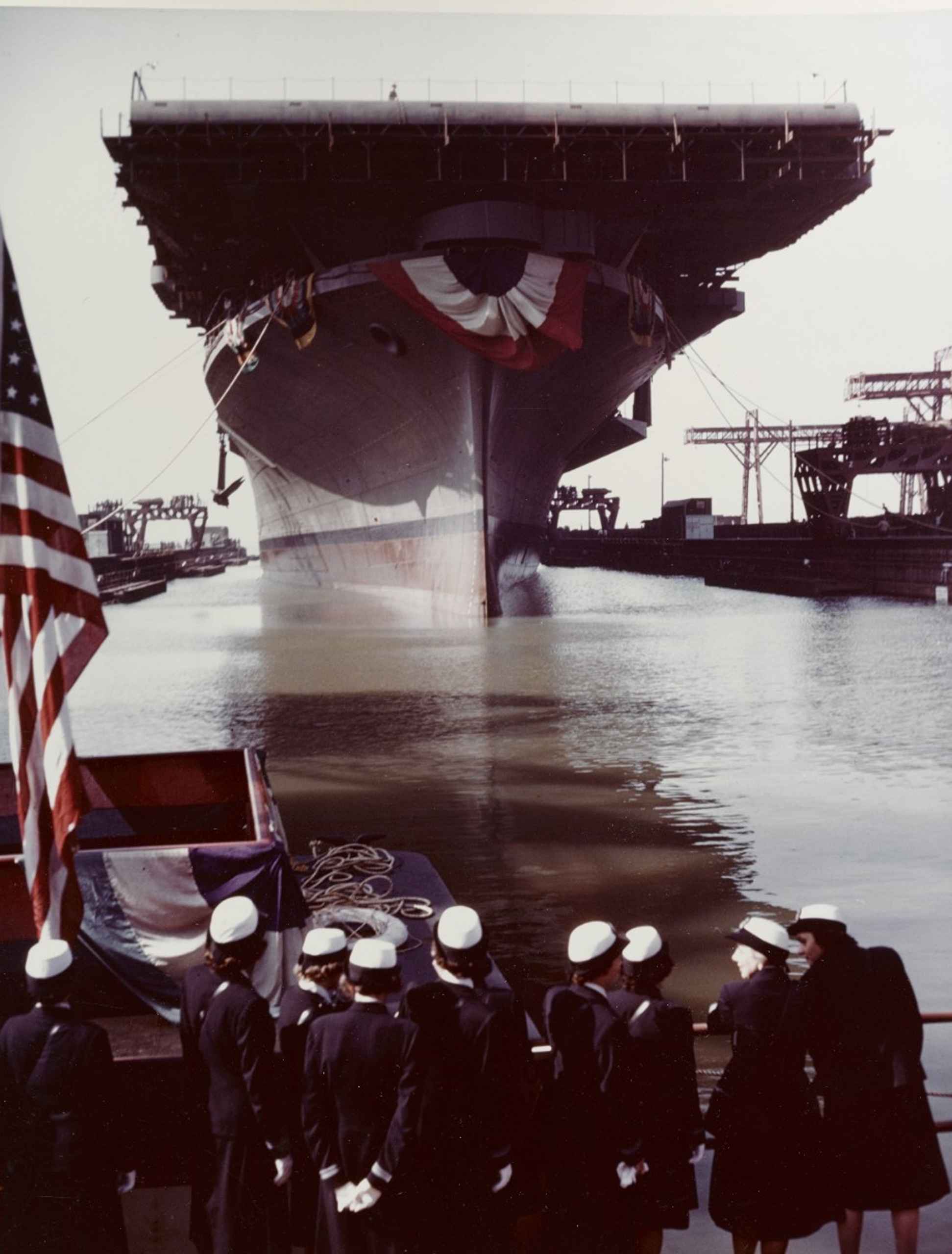
1943年10月14日，富蘭克林號在紐波特紐斯造船廠下水。在接著一年多時間，富蘭克林號先後四次遇襲，其中兩次更要返國維修。

1944年8月26日，第三艦隊司令海爾賽接替斯普魯恩斯，指揮美軍艦隊，快速航空母艦編隊亦隨之更名為第38特遣艦隊（TF 38），繼續由密茲契指揮。這時富蘭克林號被改編為戴維森少將指揮的第四分隊旗艦，隨同分隊的航母尚有企業號、聖哈辛托號及貝勞森林號。29日，富蘭克林號等離開埃尼威托克，再次前往空襲小笠原群島；而另外三支分隊則往空襲菲律賓。
8月31日至9月3日，富蘭克林號等艦空襲小笠原群島，最後在9月4日返抵塞班島補給。翌日第四分隊又再離開塞班島，並在9月6日與其他分隊一同空襲帛琉，再在9月9日至10日空襲民都洛及薩蘭加尼灣。由於美軍在連番空襲都未有發現大量日軍目標，海爾賽下令艦隊在12日改為攻擊米沙鄢群島等地。隨後貝里琉戰役在9月15日爆發，富蘭克林號的第四分隊被派往當地支援海軍陸戰隊，而第一分隊則前往支援登陸莫羅泰島的美軍。其他航母分隊則繼續在外海巡弋。9月18日，富蘭克林號為首的第四分隊前往馬努斯島補給，於21日抵達；而其他航母分隊則前往空襲呂宋各地的港口。9月24日富蘭克林號的第四分隊再次前往帛琉，並在會合其他分隊後預備空襲沖繩島。

### 台灣空戰
10月10日，美軍航母艦隊派出1,396架次飛機空襲沖繩，重創當地港口。空襲過後，聯合艦隊司令長官豐田副武估計美軍將會空襲台灣，下令駐守台灣的第二航空艦隊司令福留繁預備迎戰。當時日軍駐守台灣的戰機約有230架。
10月12日，美軍艦隊一如日軍所料，望南空襲台灣。海爾賽指派第一分隊空襲台灣南部；第二分隊空襲台灣北部；第三分隊空襲台灣中部；而富蘭克林號的第四分隊則集中攻擊高雄。清晨時分，美軍艦隊派出第一波的飛機攻擊，而福留繁則隨即派出戰機攔截，同時下令轟炸機攻擊美軍航母，台灣空戰因此爆發。美軍在空戰中的表現明顯佔優，日軍在美軍第一波攻擊後，只剩下60架戰機可用，而這些飛機到美軍第二波攻擊後更被全數摧毀，無法應付美軍第三波攻擊。福留繁本人的指揮部亦在美軍空襲後被夷為平地。傍晚時分，日軍魚雷機發現美軍艦隊，陸續展開攻擊，但無一成功，自身更損失42架轟炸機。美軍艦隊當日的飛機出擊次數高達1,378架次，但只有48架飛機戰損。
10月13日，美軍艦隊再次空襲台灣，但整體飛機出擊數稍為下降至974架。當日傍晚，富蘭克林號首次遭到日軍飛機攻擊：正當富蘭克林號正讓艦載機返回降落之際，四架日軍的一式陸上攻擊機低飛避過第四分隊的雷達，並突襲富蘭克林號。雖然日軍首架轟炸機被降落中的美軍戰機擊落，而第二架又被護航艦的防空炮擊毀，但第三架卻成功在近距投下魚雷，並且掠過富蘭克林號艦艏後才被防空炮擊落。富蘭克林號的艦長即時下令艦隻全速後退，而日軍魚雷僅在艦艏不遠處擦身而過。至於日軍第四架攻擊機向富蘭克林號艦艉左舷方向投下魚雷，但魚雷僅僅在扇形船尾（Fantail）下方掠過，沒有爆炸，而該架飛機則被防空炮擊中起火，在艦島後方的飛行甲板上擦過，然後爆炸墮海，未有造成艦上傷亡。不過第四分隊的坎培拉號重巡洋艦卻被魚雷擊中重創，要由拖船協助離開戰場。
10月14日，美軍艦隊派出146架戰機及100架轟炸機再次攻擊台灣，順道掩護坎培拉號撤退；而美國陸軍航空軍則在中國大陸派出109架B-29轟炸高雄。當晚日軍魚雷機再次夜襲美軍艦隊，並且重創了休斯頓號輕巡洋艦，令美軍艦長一度下令棄船。由於美軍兩艘受創的巡洋艦離台灣及先島群島僅90英里（140），海爾賽在10月15日命令三艘巡洋艦及八艘驅逐艦組成拯救小隊，再加上科本斯號及卡伯特號的空中支援，協助拖船拖走兩艘巡洋艦；艦隊的其他軍艦則緩緩向西南撤走。
10月15日，富蘭克林號的第四分隊開始空襲呂宋卡加延省一帶，以支援美軍重奪菲律賓，並擊落近60架截擊機。不過富蘭克林號卻在當日遭到日軍擊傷。當日福留繁派出一轟炸機小隊，成功避過美軍的偵測，於早上10時46分突然出現在第四分隊上空。當三架彗星式轟炸機在富蘭克林號正上方盤旋、預備俯衝之際，艦上一名信號官發現日機，隨即命防空炮開火。三架彗星轟炸機均在俯衝期間被擊毀，但其中一架在墮海前成功在富蘭克林號近距投彈。該枚炸彈在富蘭克林號左舷升降台外側爆炸，造成三死12人傷，但艦體損傷輕微。日軍隨後把這次攻擊歸功於有馬正文少將率發明的神風自殺飛機攻擊，而有馬正文亦因此獲追贈中將；但事實上有馬正文的座機在遭遇美軍艦隊前已被擊落，而且富蘭克林號也並非被自殺飛機擊傷。日軍在10月15日的戰事中也空襲了美軍的拯救小隊，並在隨後的16日再次重創休斯頓號。當時海爾賽曾打算把拯救小隊用作餌誘，引誘日軍艦隊前來攻擊；但受誘的日軍巡洋艦卻在中途撤退，令美軍的埋伏最終失敗。
10月18日至19日，富蘭克林號的第四分隊與第一分隊空襲了馬尼拉等地。10月20日，美軍發動雷伊泰島戰役，開始登陸獨魯萬市，而麥克阿瑟則在當日下午登上灘頭，宣告自己重返菲律賓。此時小澤治三郎命艦隊阻止美軍登陸，並以自身航空母艦為餌，引開美軍艦隊，由栗田健男的第二艦隊到雷伊泰攻擊美軍登陸部隊，並因此引發雷伊泰灣海戰。

### 雷伊泰灣海戰

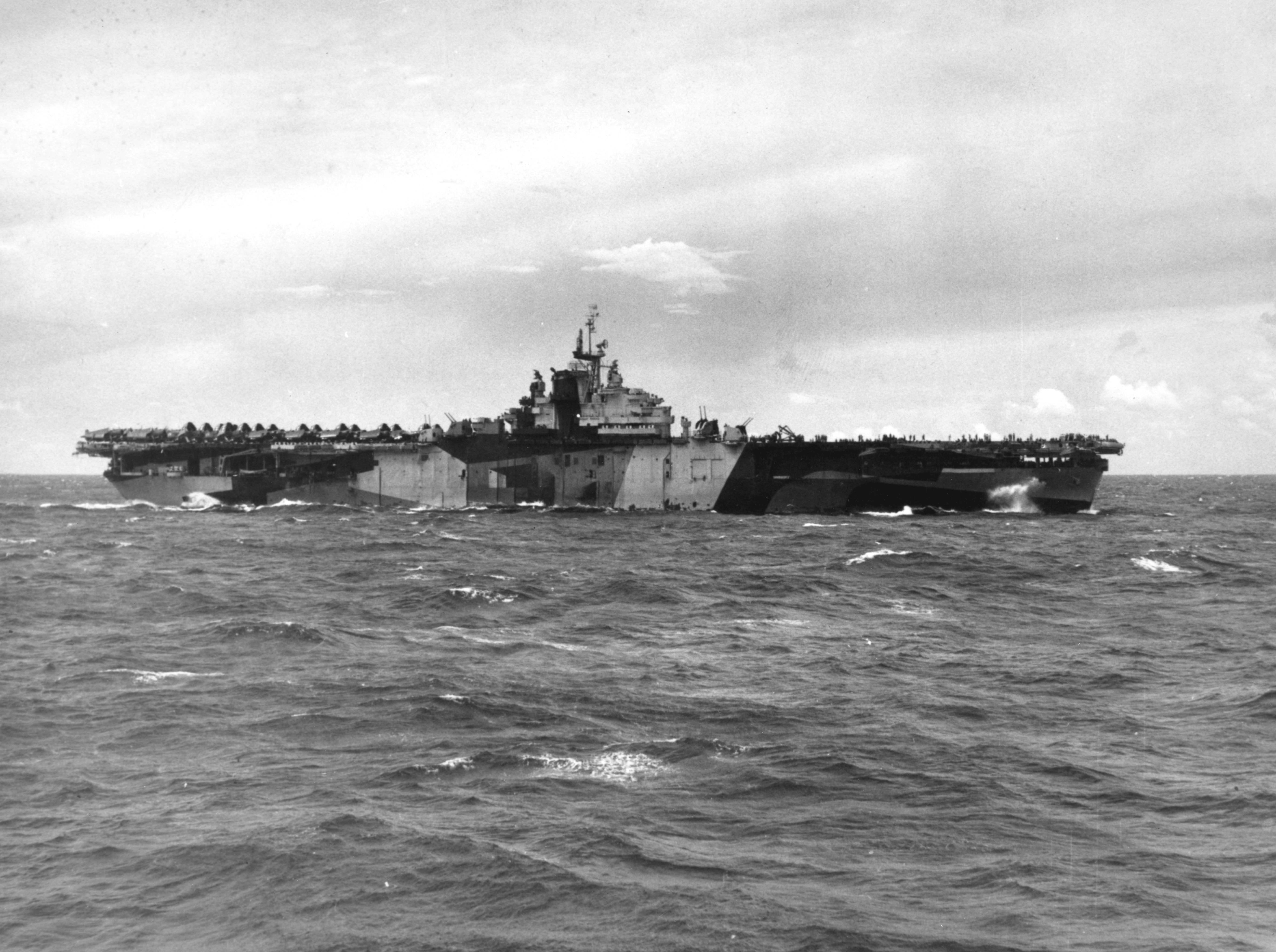
1944年8月1日，富蘭克林號在塞班島海域執勤，並即將往空襲小笠原群島。相片由同分隊的大黃蜂號拍攝。

10月21日，富蘭克林號所屬的第四分隊與第一分隊正在外海補充油料，而第二及第三分隊則繼續空襲菲律賓。當時美日海戰近在眉睫，但美軍的第一分隊在補油後卻離開菲律賓，前往烏利西補給，使之錯過海戰。當時富蘭克林號的第四分隊被部署在雷伊泰灣東面海域；第二分隊在聖貝納迪諾海峽（San Benardino Strait）以東；而第三分隊則在波利略島（Polillo Islands）以東巡航。
10月24日早上，美軍三支航空母艦分隊繼續索敵。8時12分，無畏號一架偵察機發現栗田健男的中央艦隊，包括大和號及武藏號等艦，正進入錫布延海；但僅15分鐘後，海爾賽越過密茲契的航艦指揮權，下令各支分隊即時派出飛機攻擊日艦（當時第二分隊最接近日本艦隊，第三及第四分隊分別在其北面及南面），同時下令第一分隊返回菲律賓。當時大西瀧治郎已經派出了60架飛機，由菲律賓前往空襲第三分隊，但被艾塞克斯號的雷達發現。雖然日本的飛機大多被美軍擊落，其中一架日機仍成功突破防線，並在雲層中成功伏擊普林斯頓號，使之爆炸焚燒，最終迫使美軍以魚雷自行擊沉。
正當日軍派出第二波飛機之際，美軍飛機開始攻擊栗田健男的中央艦隊。第二分隊分別在10時26分、12時45分及下午3時50分發動三波攻擊；第三分隊在下午1時30分發動一次攻擊；富蘭克林號的第四分隊則在2時15分作最後攻擊。當日美軍共出動259架次飛機攻擊中央艦隊，並擊沉了武藏號戰艦，擊傷大和號戰艦、長門號戰艦及妙高號重巡洋艦。
栗田的中央艦隊在下午撤退，先避開美軍攻擊，並在稍後再嘗試進入雷伊泰灣。這次短暫撤退，令到西村祥治的南方艦隊要獨自進入雷伊泰灣。西村艦隊在24日上午9時曾經遭到富蘭克林號及企業號的偵察機發現，而美軍兩艦的偵察機更在倉促中輕傷了扶桑號戰艦。事後西村即時向栗田發信，稱其戰艦在毫無掩護下，絕不可能完成任務，但栗田從未收到該訊息。而當時美軍雖然已經重創栗田的中央艦隊，但又早已部署戰艦伏擊西村，故此也沒有調動艦載機出勤。西村艦隊最終在10月25日於蘇里高海峽遭美軍戰艦伏擊潰敗。
在戰場的另一方面，由於美軍第三分隊忙於救援普林斯頓號及攻擊中央艦隊，一直未有發現小澤用作誘餌的北方艦隊。要到10月24日下午3時40分及4時40分，北方艦隊才分別被富蘭克林號及企業號的第四分隊偵察機發現。
10月24日晚上10時，海爾賽召集北面三支航空母艦分隊，以及威利斯·李駐守於聖貝納迪諾海峽的戰艦北上，追擊北方艦隊的日軍航空母艦。等到三支分隊於11時45分會合後，海爾賽才將航空母艦隊交由密茲契指揮，並下令第一分隊加速趕回菲律賓。至此，小澤的誘敵計畫成功，美軍艦隊主力望北而去，而粟田的中央艦隊則在毫無抵抗下駛入雷伊泰灣。
10月25日凌晨，美軍偵察機發現小澤艦隊的大概位置。清晨時分，密茲契下令列星頓號先派偵察機前往索敵，然後在未發現日艦的情況下，命令所有航空母艦派出飛機升空，以爭取時間。7時10分，美軍偵察機發現日艦，交由已經升空的第三分隊轟炸機率先攻擊。雖然小澤早在7時便發現美機，但日軍的艦載機折損過多，最終只能派出15架戰機防守。為使誘敵成功，小澤下令瑞鳳號離隊吸引美軍攻擊。美軍的第一波空襲在8時開始：艾塞克斯號及列星頓號的魚雷轟炸機率先攻擊瑞鳳號，但無一命中；無畏號的轟炸機則先後擊中瑞鳳號及千歲號，並且擊沉後者；聖哈辛托號或無畏號的魚雷轟炸機亦成功擊中旗艦瑞鶴號，迫使小澤將指揮轉移至大淀號；至於秋月號則在稍後被擊沉。
8時22分，金凱德中將的第七艦隊被粟田的中央艦隊攻擊，以明碼向海爾賽求救；但海爾賽未有把北上的艦隊調回南方，只下令第一分隊加緊前往菲律賓。上午10時，尼米茲在珍珠港發電報給海爾賽，詢問第三艦隊所在何處，但電報卻因解密問題而似帶冒犯，令到海爾賽受辱大怒。情緒失控的海爾賽要到11時15分，才下令第二分隊及李的戰艦調頭南下。此時兩支分隊最快要到26日半夜才可抵達聖貝納迪諾海峽，兼且分隊必須在中途補油方可繼續前進，已經不可能追上粟田艦隊。
第二分隊離開之後，第一及第三分隊的航母繼續攻擊小澤艦隊。9時45分，富蘭克林號及列星頓號為首的的第二波空襲機隊開始攻擊日艦，重創了千代田號航空母艦，並擊傷若干其他艦隻。下午1時10分，美軍第三波空襲亦告抵達。艾塞克斯號及列星頓號分別攻擊瑞鳳號及瑞鶴號兩艘日軍航母，其中前者在中彈後加速逃離，而後者則逐漸失速傾側。隨後第四分隊各40架轟炸機追擊而至，終於將瑞鳳號重創，而瑞鶴號則在2時14分沉沒。1時45分，美軍的第四波攻擊抵達，並接連攻擊伊勢號戰艦；但伊勢號憑藉密集的防空火力以及中瀬泝大佐的指揮，成功迴避了美軍所有攻擊，使美軍的第四波空襲只擊沉了重傷的瑞鳳號。下午5時10分，美軍最後一波攻擊抵達，並再次攻擊伊勢號，但美軍的34次投彈都被中瀬泝指揮的伊勢號悉數迴避，無一命中。參與第五波空襲的富蘭克林號艦載機也嘗試攻擊日向號戰艦，但同樣無一命中。攻擊過後，美軍航母開始預備撤退，改為由巡洋艦追擊日軍艦隊。下午千代田號及初月號分別在4時25分及晚上11時被美軍炮火擊沉。雷伊泰灣海戰在當日結束。整日美軍航空母艦的飛機出擊數達527架次（201架為戰機），但連番空襲，只擊沉了三艘航空母艦及一艘驅逐艦。

#### 神風自殺攻擊

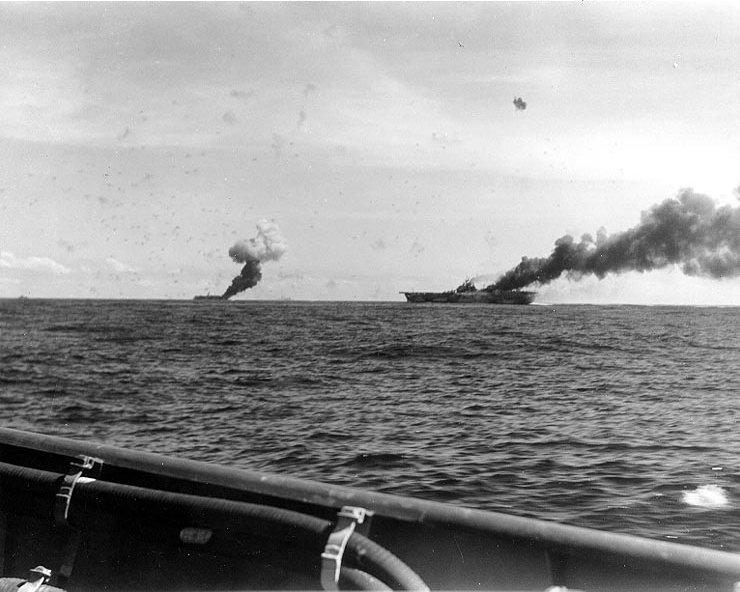
1944年10月30日，第四分隊被日軍自殺飛機攻擊，兩艘航空母艦大火。右邊為富蘭克林號，而左邊為貝勞森林號。數日前富蘭克林號參與了雷伊泰灣海戰，此時卻因攻擊受損，而要撤返美國修理。

雷伊泰灣海戰結束後，美軍艦隊在10月26日望南前往菲律賓，而富蘭克林號的第四分隊則到外海補油。第四分隊在10月27日派出艦載機空襲了呂宋北部，又在28日為登陸雷伊泰的美軍提供空中警備，同時空襲宿霧港口，並一共擊落13架日本戰機。當日一艘日軍潛艇幾乎成功埋伏第四分隊，但被美軍驅逐艦及時發現，最後遭深水炸彈擊沉。10月29日至30日，第二分隊曾經短暫接替第四分隊，為雷伊泰美軍提供空中支援。
10月30日，富蘭克林號在執勤期間遭到自殺飛機擊傷。當日五架日機成功避過美軍偵察，並在發動攻擊之際，才被美軍第四分隊的雷達發現。第四分隊的防空炮隨即開火，並擊落了三架日機，但另外兩架飛機卻成功撞入富蘭克林號及貝勞森林號的甲板。日軍的自殺飛機先撞毀了富蘭克林號的艦艉升降台，而日機攜帶的炸彈則在隨後爆炸，並隨即點燃了艦艉飛行甲板及機庫的飛機、燃油及各樣武器，然後引起大火，更一度波及下層甲板。富蘭克林號的大火在數小時內撲滅，而攻擊造成富蘭克林號56人死亡，14人重傷，33架飛機損毀。由於甲板損毀嚴重，富蘭克林號與一同受創的貝勞森林號即時離隊，在11月2日返抵烏利西作初步維修。11月11日，富蘭克林號啟程返國，期間曾途經珍珠港，最後在11月27日進入布雷默頓的普吉灣海軍船塢維修。

### 日本本土
1945年2月2日，富蘭克林號完成維修，隨即前往三藩市，預備再次作戰。2月4日富蘭克林號離開三藩市，途經珍珠港，於3月13日抵達烏利西。當時美軍艦隊正預備往空襲日本本土。
3月14日，美軍艦隊離開烏利西，前往支援沖繩戰役，並先空襲九州，削弱該處的日軍空中力量。富蘭克林號擔任戴維森指揮的第二分隊旗艦，分隊原本有聖哈辛托號及蘭道夫號兩艦；但由於蘭道夫號在3月11日遭到日軍自殺飛機擊傷，故此未有隨隊出發。
3月18日上午，美軍艦隊開始派出機隊，空襲九州各地機場，但第五航空艦隊司令宇垣纏在美軍攻擊之前，已派出僅餘的日軍飛機前往攻擊第四分隊，故此美軍在九州的空襲收獲不大。隨後日軍飛機陸續攻擊美軍軍艦：企業號先在3月18日早上被日軍炸彈擊中，但炸彈未有爆炸，故此艦體沒有受損；無畏號雖然成功攔截自殺攻擊，但艦體仍輕微受損；約克鎮號在下午被日軍炸彈擊中爆炸，造成艦體損傷，但約克鎮號在搶修後繼續作戰。同日美軍派飛機偵察了神戶及吳市兩地，發現日軍在港口內停泊的大批軍艦。密茲契得悉情報後，在19日下令艦隊改為空襲瀨戶內海。

#### 重創

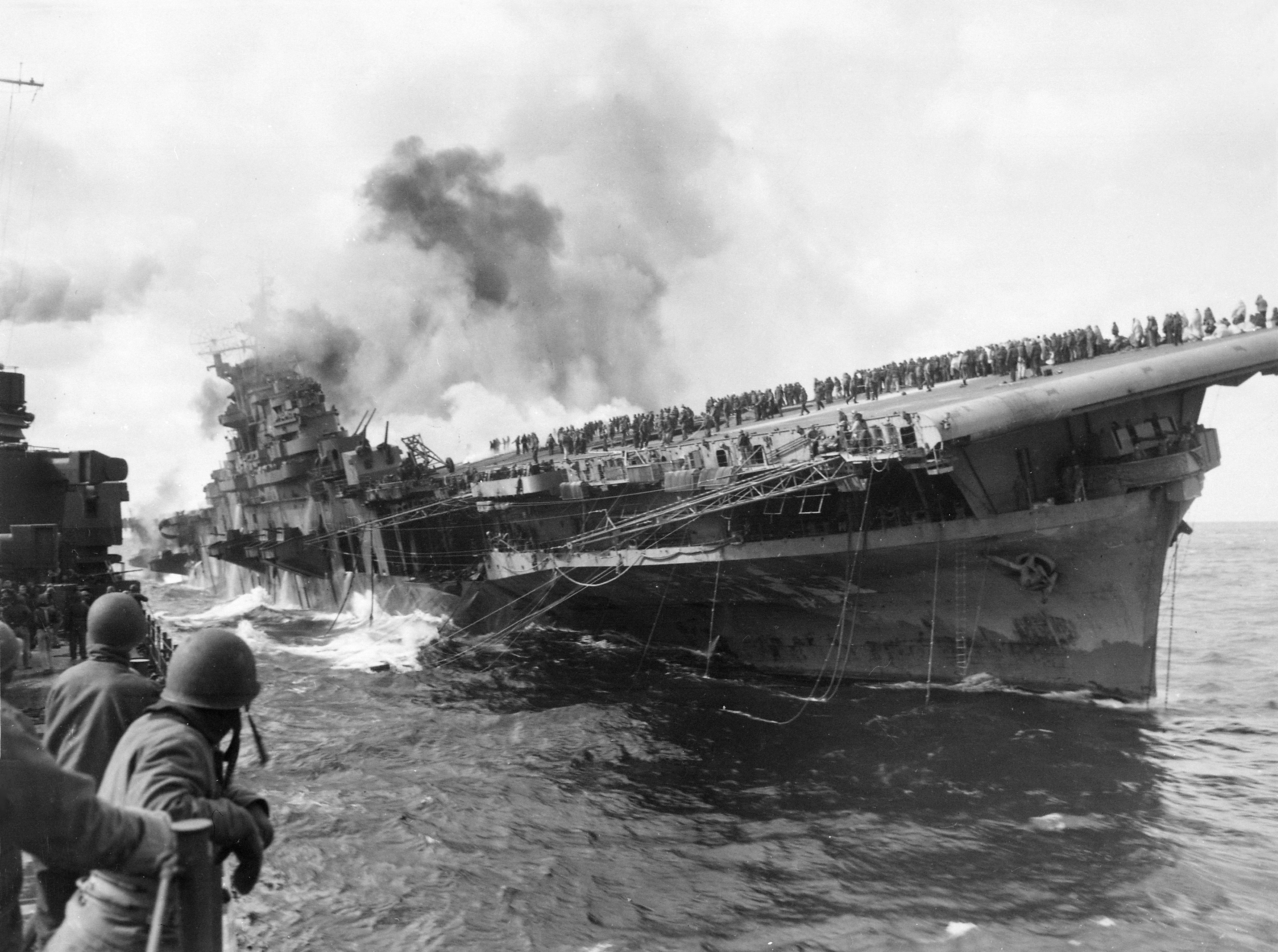
1945年3月19日，富蘭克林號被兩枚炸彈擊中，引發連串爆炸，艦體大火。僅在一個月前，富蘭克林號方在美國完成維修，並在13日抵達烏利西，不料數日後便再遭重創。此時富蘭克林號向右舷傾側13度，於海面失速，傷員正預備轉移到旁邊的聖菲號。富蘭克林號雖嚴重受損，但最終免於沉沒，全因艦上損害管理得宜。

3月19日早上，美軍艦隊如期空襲瀨戶內海，而胡蜂號則調到富蘭克林號所屬的第二分隊，以補充其實力。美軍在空襲中擊傷了大和號、日向號、榛名號、生駒號、葛城號、龍鳳號、天城號、鳳翔號、海鷹號、利根號及大淀號等艦。
不過，正當美軍派出飛機之際，日軍的自殺飛機卻在此時出現，並突擊第二分隊。早上6時49分，富蘭克林號轉向迎風，以24節航行，預備派出艦載機。7時5分，漢考克號向富蘭克林號發出警報，指一架雙引擎飛機正前來攻擊。富蘭克林號的瞭望台、雷達及防空部門隨即加緊警備，卻一直毫無發現。到7時8分，一架日機突然在富蘭克林號正前方的低雲俯衝而出，並向富蘭克林號投下兩枚炸彈，然後立即飛走。而胡蜂號則在兩分鐘後接連遭到自殺飛機攻擊，但相對受損輕微。
日軍飛機的第一枚炸彈貫穿了富蘭克林號中前部的飛行甲板，然後在機庫爆炸，摧毀前部升降台，幾乎殺死機庫附近的所有人員，該處只有兩人生還。至於第二枚炸彈則貫穿中後部的飛行甲板，在機庫爆炸，將艦艉的升降台炸翻。由於富蘭克林號的飛機正在準備出擊，艦員正為艦載機加油武裝，並且預熱引擎，整個飛行甲板及機庫都佈滿易燃及易爆物料；日軍飛機投下的兩枚炸彈爆炸後，機庫及甲板的飛機燃油隨即被點燃起火，並引發另一波爆炸，使艦體火勢一發不可收拾。爆炸的衝擊波也將不少官兵炸入海中。日軍兩枚炸彈爆炸後不久，富蘭克林號全艦的通訊系統幾乎完全中斷，所幸炸彈未能穿透機庫甲板的裝甲，故此未有波及下層甲板。
至於在富艦克林號的艦島方面，身在艦橋的艦長吉赫斯（Leslie E. Gehres）上校亦受爆炸波及，跌倒在地，但第四分隊指揮官戴維森少將及正在艦上觀察的波根少將則安全無恙。吉赫斯起初只看到富蘭克林號的右舷前甲板起火，下令艦體加速右轉，從而使艦體左舷迎風，以免大火隨風向後甲板蔓延；但當吉赫斯由艦橋退回艦內，才發現後部甲板也被擊中起火。為免助長艦艉火勢，吉赫斯只好下令富蘭克林號回頭左轉，直到7時25分艦體右舷向風為止，然後開始減速，以方便救火。
富蘭克林號的大火不久開始點燃防空炮及飛機的彈藥，在接著五小時內引發多次爆炸。據事後估計，飛行甲板上有近60枚500磅炸彈及七至八枚250磅炸彈被點燃爆炸，又有12枚小天對地火箭在遇熱後向四方八面亂射。上層甲板的防空彈藥亦發生了多次爆炸。富蘭克林號的爆炸非常猛烈，就連遠在目視距離外的密茲契（其人正在第三分隊碉堡山號），亦聽到六次爆炸巨響。
自日軍空襲後，富蘭克林號全艦上下便全力滅火。戴維森先調動聖菲號輕巡洋艦前來協助救火，又以纜索穩定艦身，並救起重傷艦員；至於戴維森本人則和波根等參謀人員轉移到米拿號驅逐艦（USS Miller, DD-535），並預備將旗艦改設在漢考克號。戴維森曾建議富蘭克林號艦長吉赫斯準備棄艦，但吉赫斯卻認為火勢最終可以受控，只同意撤走所有不必要的人員。9時30分，富蘭克林號的前部大火開始受控，但後方的火焰及濃煙卻蔓延至引擎室。吉赫斯隨即下令該處人員撤退，並將艦速減速至八節，預備停止引擎。10時15分左右，富蘭克林號在海面失速停航，無法掌舵，開始在海面漂航，迫使聖菲號暫時斷開纜索。此時富蘭克林號因滅火而累積了大量注水，開始加速向右舷傾側，更一度以每十分鐘向右傾側一度，最終才勉強將艦體固定於向右傾側13度。
上午11時15分，匹茲堡號重巡洋艦抵達現場，並嘗試將富蘭克林號拖離戰區，但由於富蘭克林號電力中斷，無法掌舵，使匹茲堡號要到下午2時才開始緩緩拖行。至於聖菲號則在正午12時25分搭載富蘭克林號的傷員撤離。12時54分，日機試圖再次攻擊富蘭克林號，但被美軍護航軍艦的防空炮及時擊落，日機的炸彈僅於富蘭克林號艦體200碼外爆炸。
到下午1時，富蘭克林號的大火終於受控，亦沒有再發生大型爆炸。2時35分，日機最後一次嘗試攻擊富蘭克林號，但被美軍護衛戰機擊退。天色入黑後，富蘭克林號的大火終於撲滅，但零星小火要到22日才完全熄滅。富蘭克林號也在晚上開始向艦體左舷注水，以平衡艦體。20日午夜，富蘭克林號一度恢復平衡，但由於注水過多，最終反而向左舷傾側9度。稍後富蘭克林號逐步重開鍋爐，以六節速度拖行撤離。日軍的攻擊最終造成最少艦上724人死亡，265人受傷。

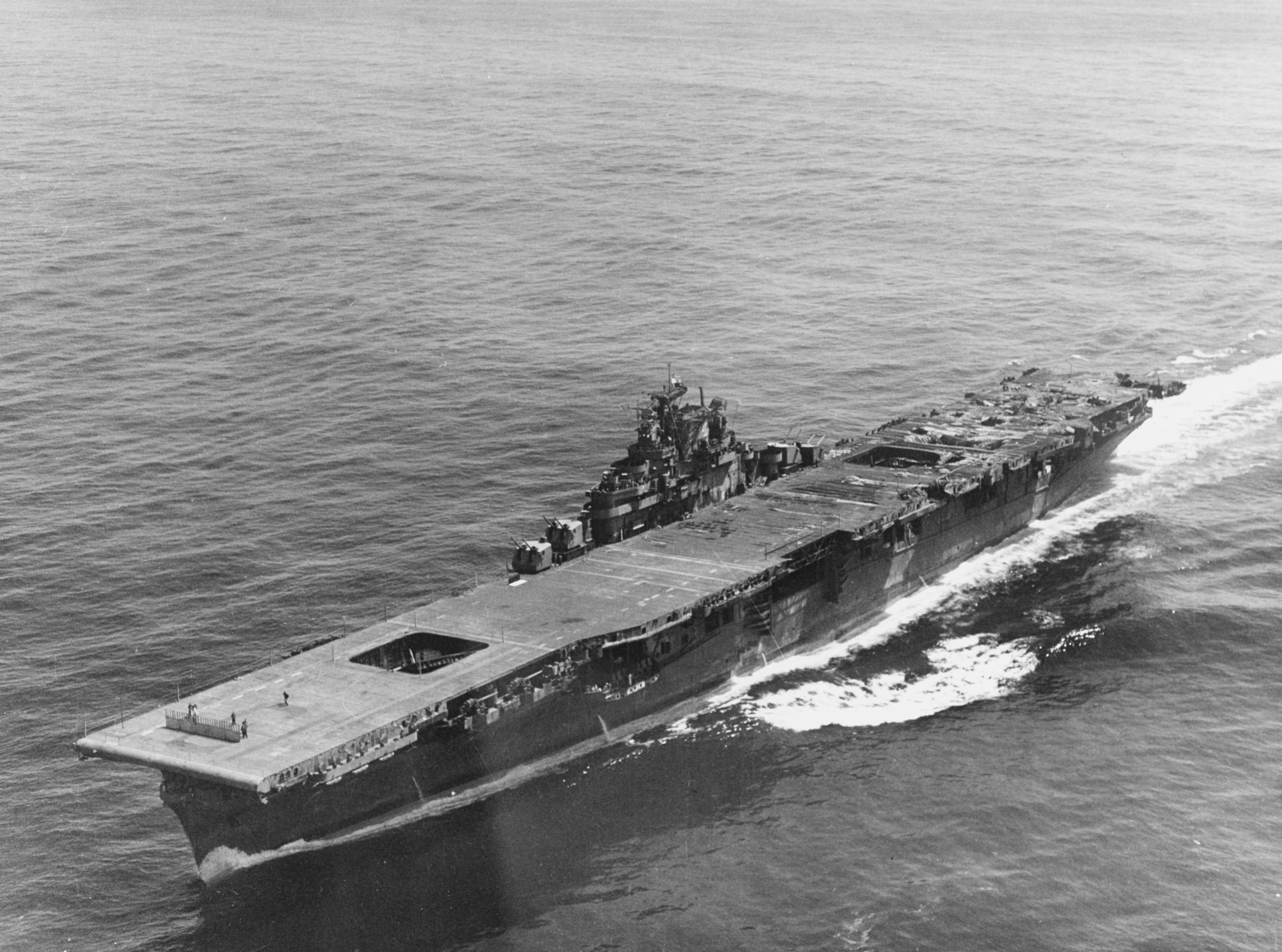
1945年4月26日，重傷的富蘭克林號以自身動力，由太平洋返抵紐約，進入船廠維修，並重建飛行甲板及艦島支撐等地方。艦艉部分的損毀此時仍清晰可見，但艦島及前部甲板則已稍作清理。維修後富蘭克林號的保養雖較其他艾塞克斯級好，但始終未有重返現役，一直封存至出售拆解為止。

富蘭克林號在撤退期間，幾乎再次遭到日軍飛機突襲。3月20日下午2時52分，一架彗星轟炸機避過美軍偵察而衝向富蘭克林號，並預備投彈，所幸艦員及時以人手操控艦艏的40毫米防空炮，並且擊中日機。這使該架彗星轟炸機在最後關頭稍為抬升，而炸彈則僅僅飛越富蘭克林號的飛行甲板，在左舷200呎落水。到3月21日，日機又兩次嘗試攻擊富蘭克林號，但俱被美軍戰機擊落。此時富蘭克林號已可以憑藉自身動力航行。3月22日，密茲契重編艦隊，下令富蘭克林號、胡蜂號與企業號一同撤返烏利西修理。
3月24日，富蘭克林號返抵烏利西，並在稍作修理後前往珍珠港。4月3日，富蘭克林號抵達珍珠港，然後啟程返國。由於美國西岸船廠已泊滿因自殺飛機受損的軍艦，富蘭克林號要改道到東岸的紐約布魯克林造船廠修理。4月20日富蘭克林號橫越巴拿馬運河，於26日抵達紐約，並在28日進入船塢維修，重建艦島、飛行甲板及下部支撐建築。1946年6月14日，富蘭克林號終於完成維修，其時第二次世界大戰已結束近一年。

## 戰後與結局
富蘭克林號在維修後一直在紐約待命。1947年2月17日，富蘭克林號從海軍退役，開始在後備艦隊封存。隨著噴射機時代來臨，美國海軍開始挑選合適的艾塞克斯級航空母艦，進行代號SCB-27A的現代化改建。當時富蘭克林號因保養良好，而一度獲得美國海軍考慮改建，但計劃最後卻因故告吹。接著數年，長期待命的富蘭克林號先在1952年10月1日重編為攻擊航母（舷號改為CVA-13），再在1953年8月8日重編為反潛航母（舷號改為CVS-13），但一直沒有進行相應改裝。1959年1月初，福治谷號航空母艦的前部飛行甲板因風暴受損。為了盡快維修福治谷號，海軍把富蘭克林號的艦艏切割，然後替換到福治谷號。海軍特別在該段飛行甲板留有銅匾，以紀念富蘭克林號戰績。1959年5月15日，富蘭克林號被改編為飛機運輸艦（舷號改為AVT-8），但繼續留港待命，未再出海巡航。1964年10月1日，富蘭克林號從海軍除籍，並在1966年7月27日出售拆解。
富蘭克林號在二戰中一共獲得四顆戰鬥之星。